# Arnold Hasse
Arnold Hasse (* 10. Dezember 1873 in Hohen Damerau, Kreis Wehlau; † 14. Mai 1933 in Glogau) war ein deutscher Verwaltungsjurist. 

## Leben und Beruf

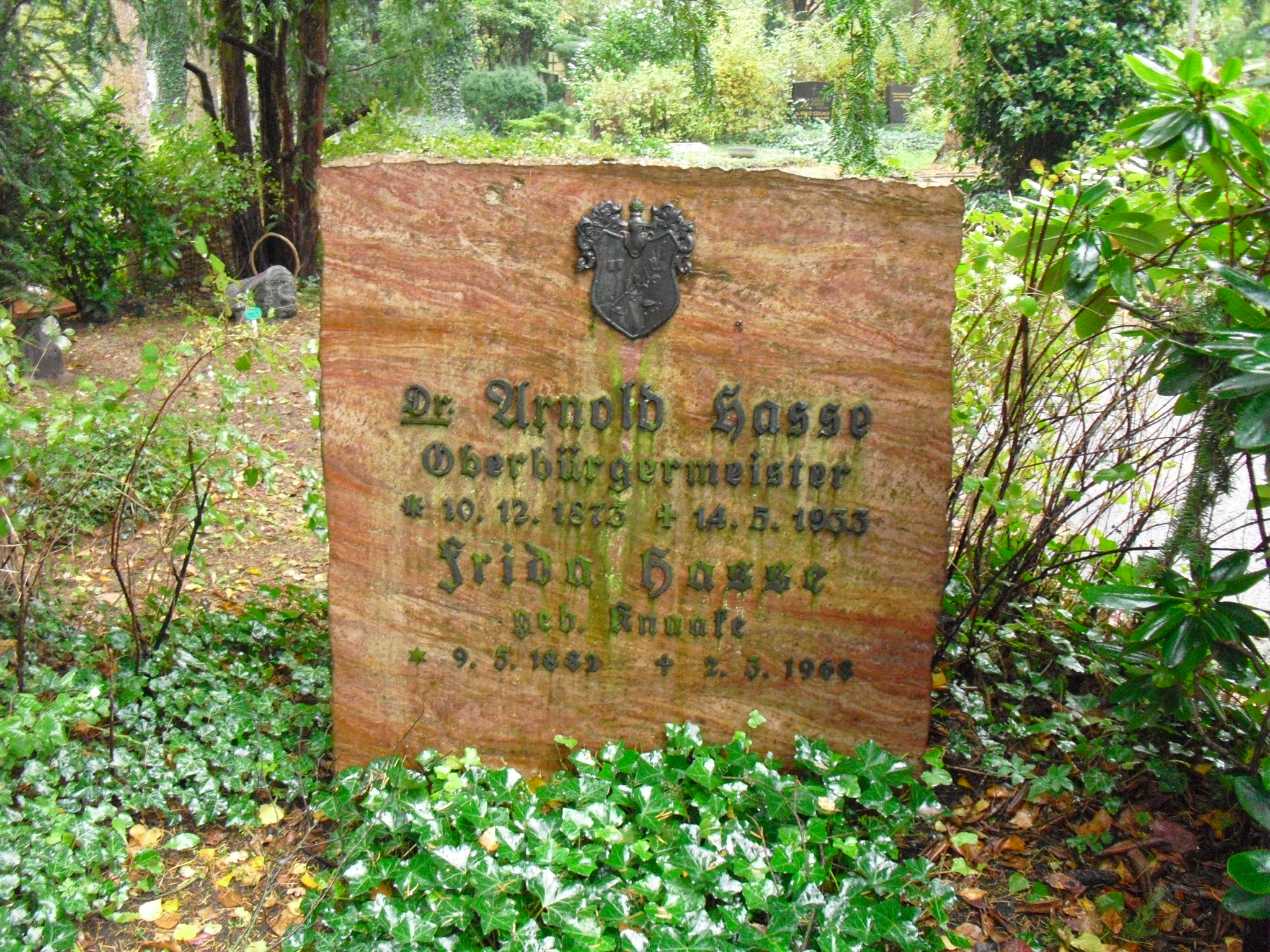
Grab von Arnold Hasse auf dem Friedhof Heerstraße in Berlin-Westend

Nach den Examina und der  Promotion zum Dr. iur. trat Hasse in den Verwaltungsdienst der  Krone Preußen. Zunächst wirkte er in den Stadtverwaltungen von Königsberg und Breslau. 1911 erfolgte seine Wahl zum Oberbürgermeister von  Thorn in Westpreußen. Er blieb über den ganzen  Ersten Weltkrieg im Amt, bis die Stadt nach dem Versailler Vertrag an Polen abgetreten werden musste. Zugleich war er bis 1918 Mitglied des  Preußischen Herrenhauses. 1920 amtierte Hasse nach dem Kapp-Putsch kurzzeitig als Oberpräsident der Provinz Ostpreußen, bis zur Übernahme dieses Amtes durch Ernst Siehr. 1922–23 leitete Hasse die Königsberger Außenstelle des Reichsausgleichsamtes. 
1923 wurde er zum Oberbürgermeister im schlesischen Glogau gewählt, wo er bis zu seinem Tod amtierte.
Arnold Hasse starb im Mai 1933 im Alter von 59 Jahren in Glogau. Sein Grab befindet sich auf dem landeseigenen Friedhof Heerstraße in Berlin-Westend (Grablage: 8-C-61). Er ruht dort an der Seite seiner Gattin Frida Hasse geb. Knaake (1882–1968).